# Nūrbergen Nūrlyhasym
Nūrbergen Nūrlyhasym (in kazako Нұрберген Нұрлыхасым?; Astana, 25 marzo 2000) è un ex ciclista su strada kazako, professionista dal 2022 al 2023.

## Palmarès
- 2021 (Vino-Astana Motors, una vittoria)

Campionati kazaki, Prova in linea Under-23

## Piazzamenti

### Classiche monumento
- Giro delle Fiandre

2023: ritirato

### Competizioni mondiali
- Campionati del mondo su strada

Bergen 2017 - In linea Junior: 40º
Innsbruck 2018 - In linea Junior: 52º
Fiandre 2021 - In linea Under-23: 35º
Wollongong 2022 - In linea Under-23: ritirato